# Lythria cruentata
Lythria cruentata là một loài bướm đêm trong họ Geometridae.